# Steven Smith (Fußballspieler)
Steven Smith (* 30. August 1985 in Bellshill, Schottland) ist ein schottischer Fußballer in Diensten der Glasgow Rangers.

## Karriere
Smith spielte schon in seiner Jugend bei den Glasgow Rangers. Während dieser Zeit erlitt er eine schwere Beckenverletzung, sodass er seine Karriere fast hätte beenden müssen, bevor er überhaupt ein Ligaspiel absolviert hatte. Doch er erholte sich von der Verletzung und gab schließlich im Oktober des Jahres 2003 sein Ligadebüt gegen Heart of Midlothian. Jedoch etablierte sich Smith erst im Winter der Saison 2005/06 in der Stammelf. Er spielte am 22. Februar 2006 gegen FC Villarreal das erste Mal in der Champions League und unterzeichnete im selben Jahr eine Verlängerung seines Vertrages um zwei Jahre. April 2006 wurde er mit dem Titel als bester junger Spieler des Monats ausgezeichnet und hatte ab diesem Moment endgültig seinen Platz in der Stammelf gesichert.
Smith wurde im Oktober 2006 in den Kader der schottischen Nationalmannschaft für die Europameisterschaftsqualifikationsspiele gegen Frankreich und die Ukraine berufen, allerdings verletzte er sich in dieser Zeit am Oberschenkel und konnte keine der beiden Partien bestreiten.
Am 11. November 2006 schoss Smith beim 2:0-Sieg über Dunfermline Athletic sein erstes Tor für seinen Arbeitgeber. Im Winter der Saison 2005/06 verletzte sich Smith erneut am Becken und absolvierte über ein Jahr kein Spiel mehr für die Glasgow Rangers.
Im Sommer 2010 wechselte Smith zu Norwich City, und dort unterschrieb er für 2 Jahre. Am 31. Januar 2011 wechselte er auf Leihbasis bis Saisonende zum schottischen Erstligisten FC Aberdeen.

## Erfolge
- Schottischer Meister: 2004/05
- Jungspieler des Monats: April 2006